# Glenmont (metrostation)
Glenmont is een metrostation in de Amerikaanse hoofdstad Washington.
Het is een station aan de Red Line en tevens het noordoostelijke eindpunt van deze metrolijn.
Het station is gelegen in het noordoosten van de stad aan Georgia Avenue.
Dit station bedient de buitenwijken Glenmont en Aspen Hill.
Diensten begonnen op 25 juli 1998.
| Eindbestemming | Vorig station | Lijn | Volgend station | Eindbestemming |
| -------------- | ------------- | ---- | --------------- | -------------- |
| Shady Grove    | Wheaton       |      | eindpunt        | eindpunt       |